# جامعة نابير
جامعة نابير تقع في مدينة أدنبرة عاصمة اسكتلندا، وأستمدة اسمها من جون نابير 1550 أحد رواد الخوارزميات حيث انة ولد في برج أثري يتوسط مبنى الجامعة الرئيسي مجمع ماركيستون، تأسست ككلية جامعية عام 1964 ومنحت أول درجة بكالوريوس عام 1971 في العلوم الصناعية.
تعتبر الآن من أكثر الجامعات في مدينة أدنبرة طلابا حيث يقصدها طلاب من كل أقطار العالم وقد حصلت الجامعة على جوائز عديدة ومنح وهي منميزة في مجال الهندسة والعلوم وهندسة الحاسوب، في عام 2004 أفتتح مبنى كلية الإدارة بتكلفة 25 مليون جنية أسترليني.

## وصلات خارجية
- موقع الجامعة الإليكتروني